# Mike Winkelmann
Pour les articles homonymes, voir Winkelmann.
Mike Winkelmann, né le 20 juin 1981 à Fond du Lac, connu sous le nom de Beeple ou Beeple Crap, est un artiste numérique américain.

## Cote
En octobre 2020, le collectionneur Pablo Rodriguez-Fraile acquiert CROSSROAD, une vidéo de dix secondes créée par Beeple représentant des personnes marchant devant une représentation de Donald Trump nu dormant sur le ventre, sur laquelle un oiseau bleu se pose et envoie un tweet avec une émoticône de clown, pour 67 000 $, qu'il revend six mois plus tard pour 6,6 millions de dollars.
En décembre 2020, Mike Winkelmann effectue une vente aux enchères d'œuvres digitales, majoritairement réalisées avec le logiciel Cinema 4D, qui se vendent pour un total de 3,5 millions de dollars.
Le 11 mars 2021, Everydays: the First 5000 Days est vendu 69,34 millions de dollars, ce qui en fait la troisième œuvre d'art la plus chère vendue par un artiste vivant après Jeff Koons et David Hockney. L'œuvre est un collage de toutes les images postées en ligne par l’artiste depuis 2007.

## Quelques œuvres

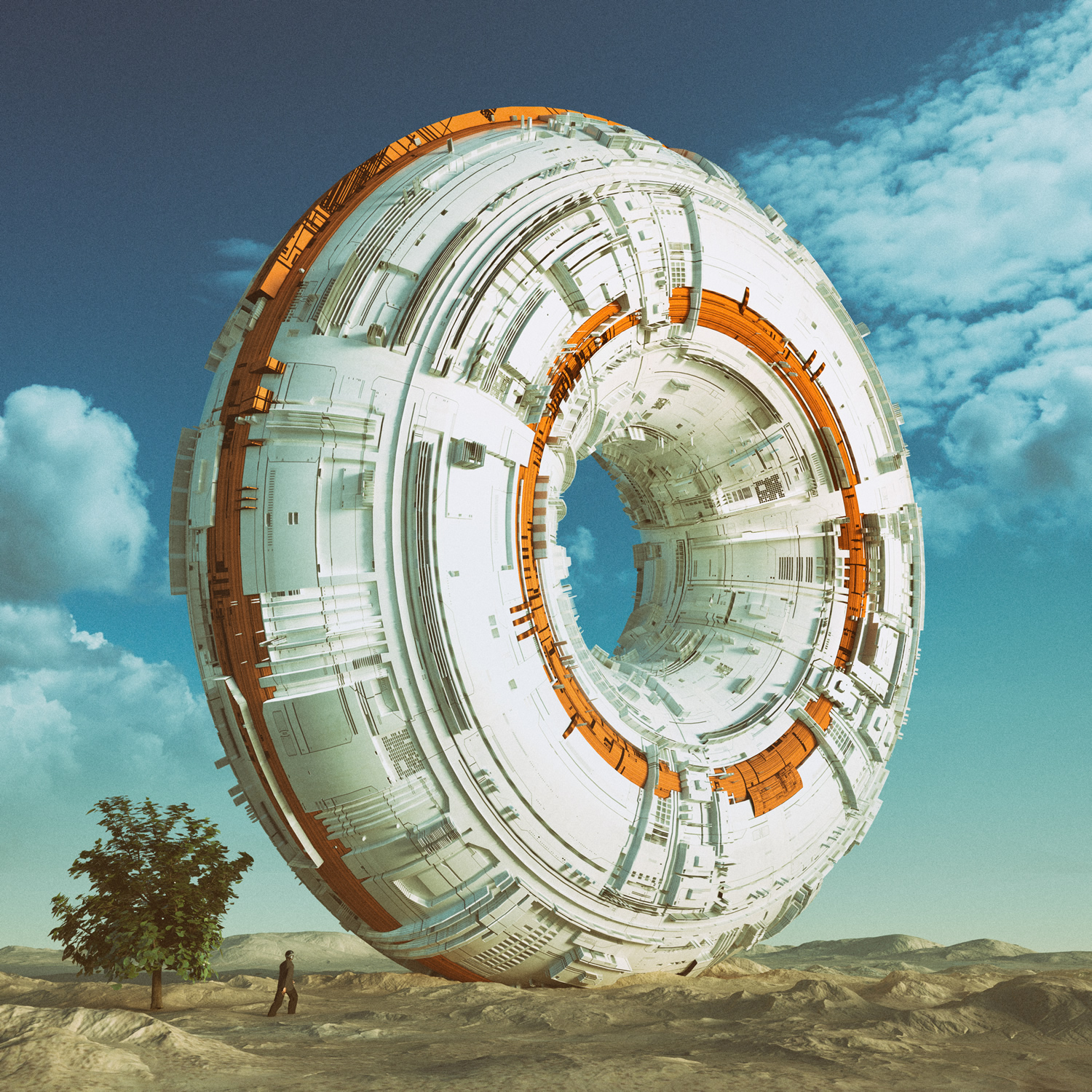
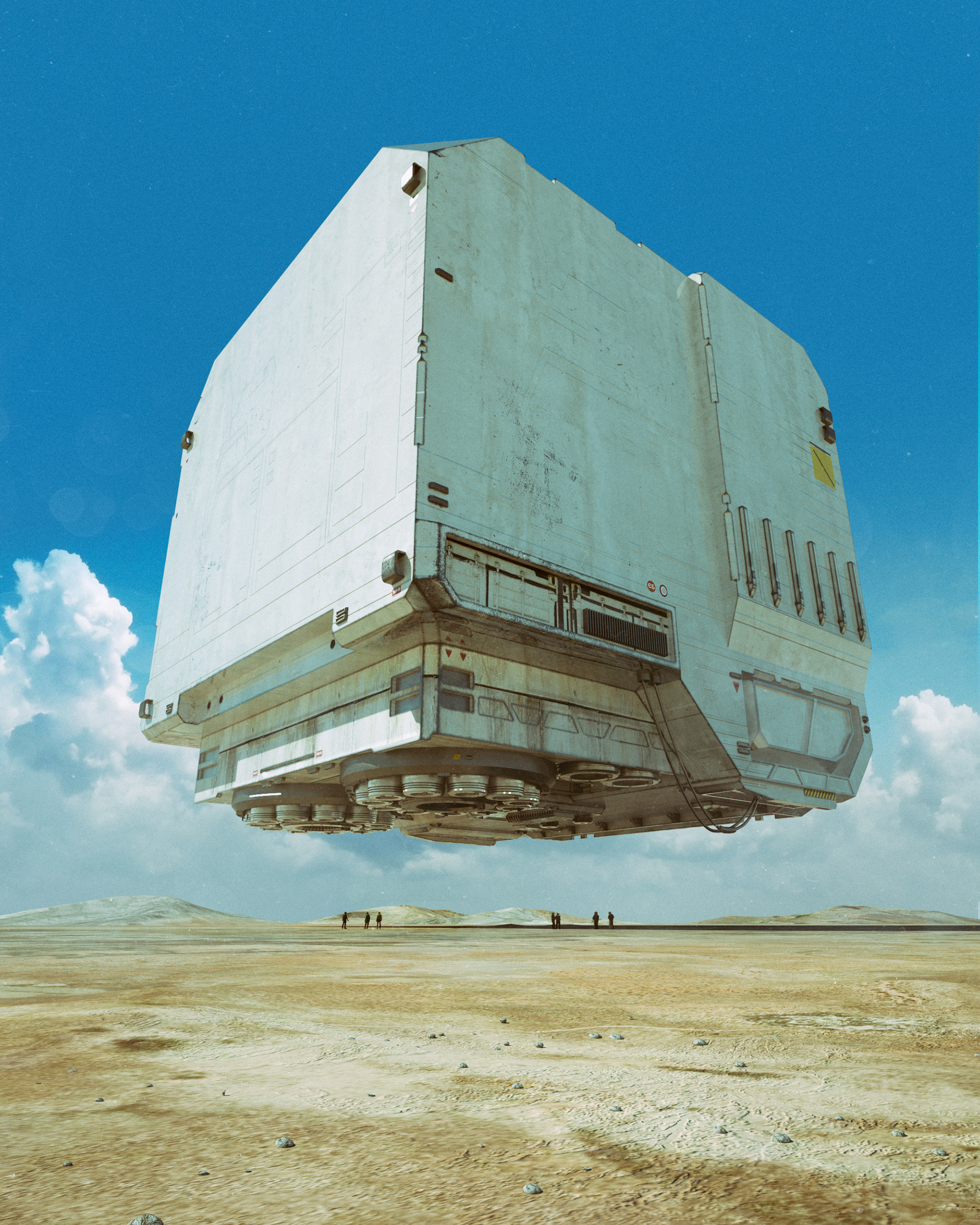
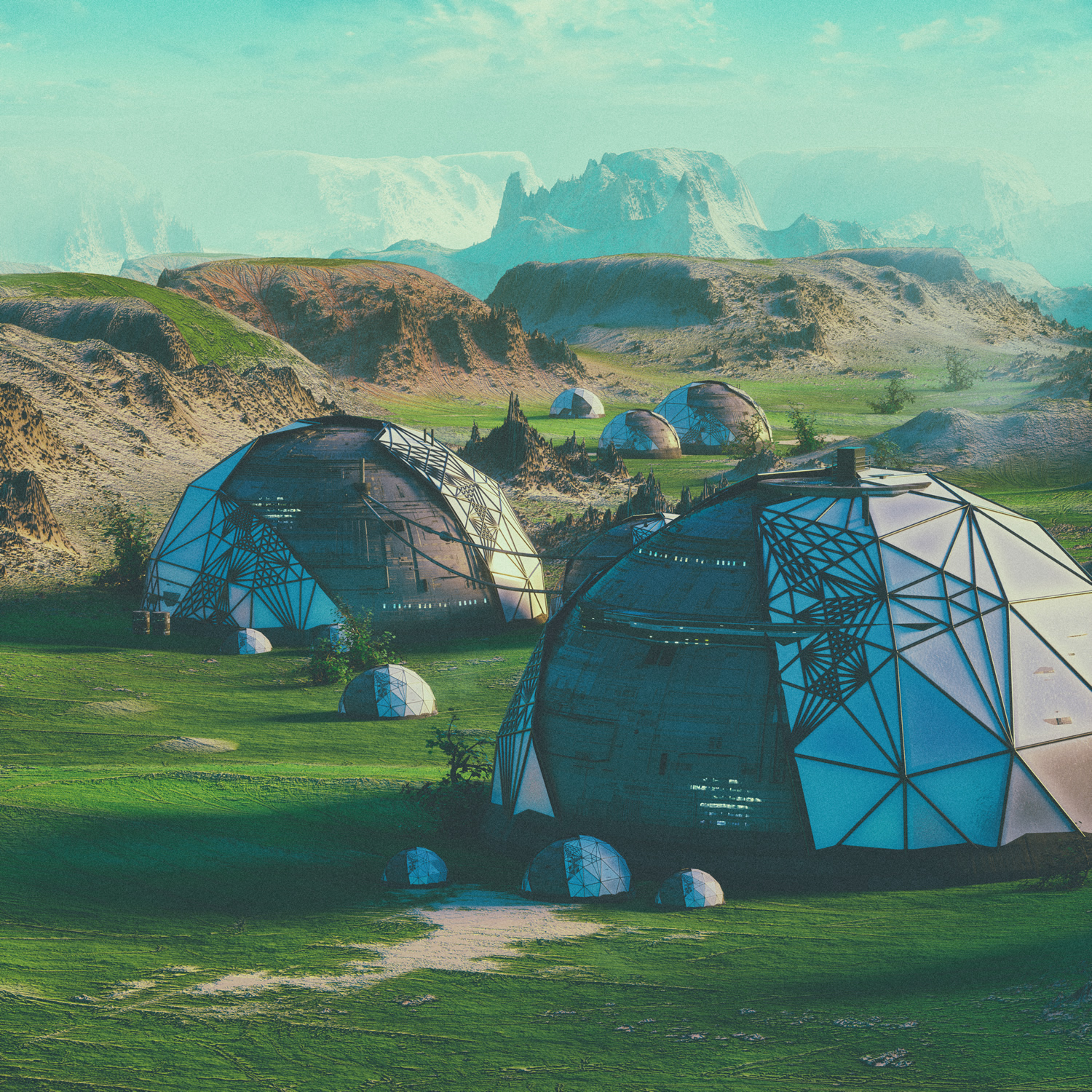
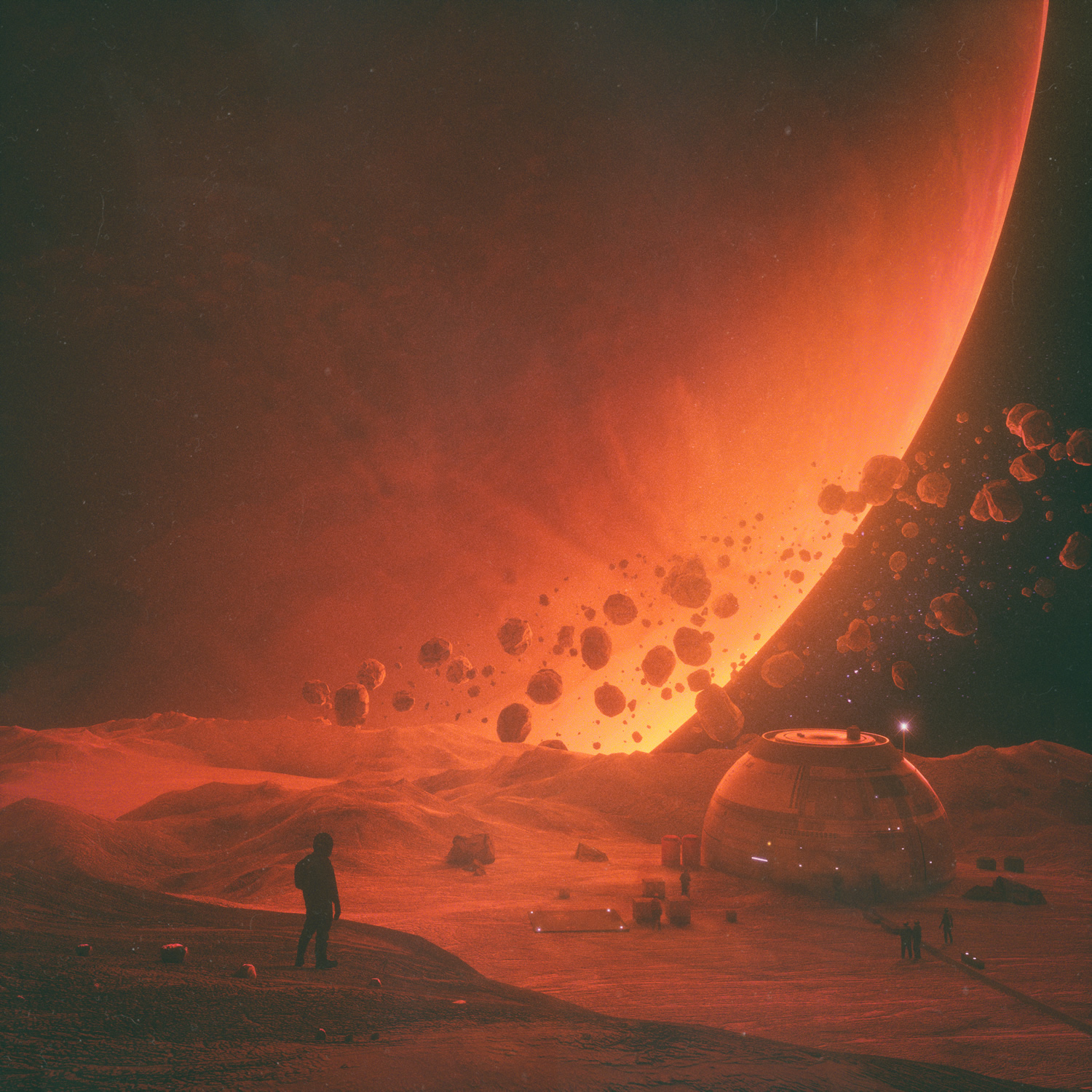
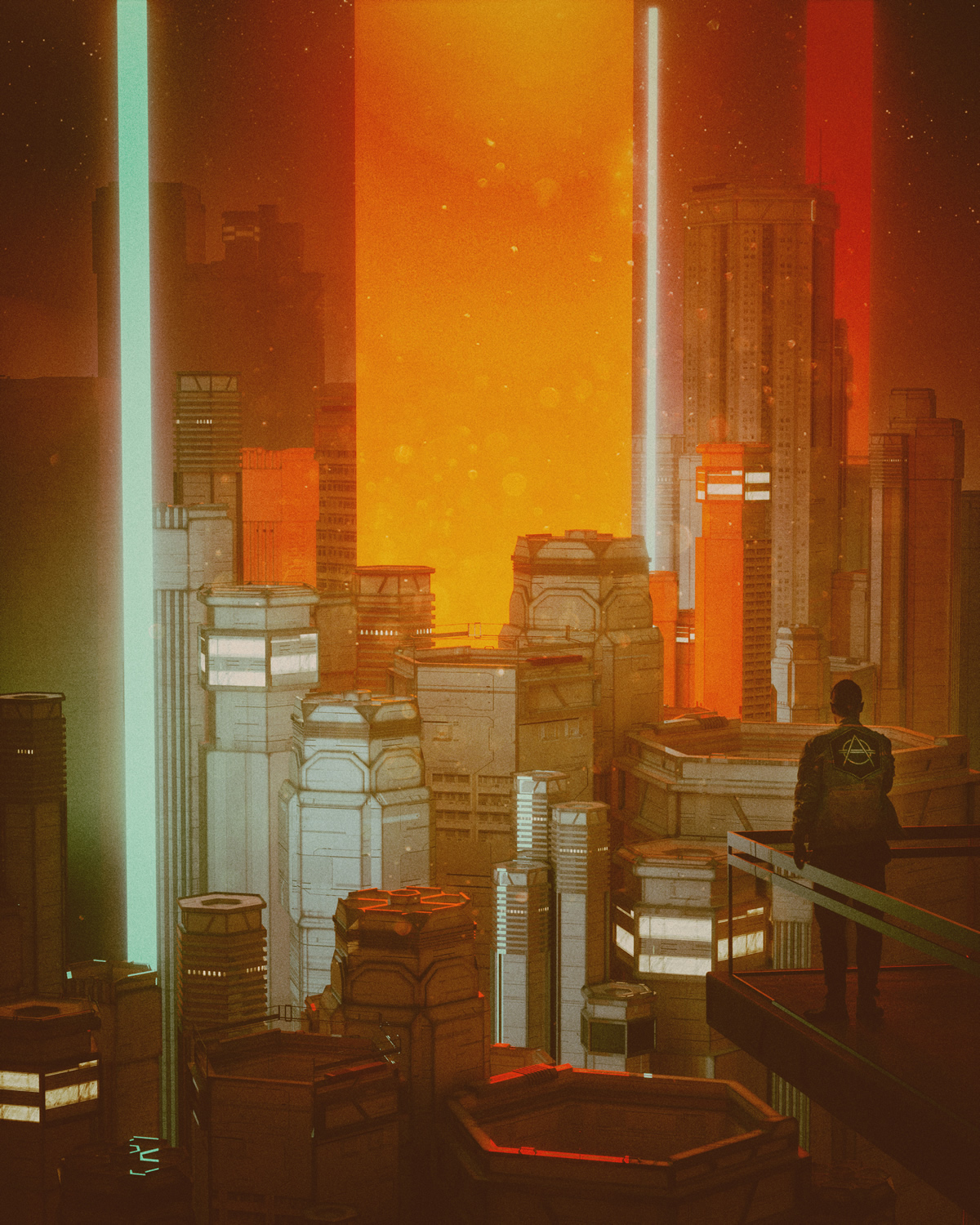